# 193736 Henrythroop
193736 Henrythroop è un asteroide della fascia principale. Scoperto nel 2001, presenta un'orbita caratterizzata da un semiasse maggiore pari a 2,9976963 au e da un'eccentricità di 0,1278324, inclinata di 2,82464° rispetto all'eclittica.